# Edna Cintrón
 (avril 2025).
Edna Troche Cintrón (14 octobre 1954 - 11 septembre 2001), également connue sous le nom de Waving Woman (femme faisant signe de la main), était une assistante administrative employée par Marsh McLennan au World Trade Center qui a été tuée lors des attentats du 11 septembre 2001. Elle est connue du fait de plusieurs vidéos d'elle faisant signe de la main depuis un des étages du lieu de l'impact du vol 11 d'American Airlines, quelques minutes seulement après le crash et peu de temps avant l'effondrement de la tour nord.

## Biographie

### Jeunesse et éducation
Edna Troche Cintrón est née à Porto Rico le 14 octobre 1954 et a déménagé à New York alors qu'elle avait environ cinq ans. Edna avait une sœur aînée, Myrna, et un frère.
Cintrón a grandi sur Delancey Street dans le Lower Manhattan et a vécu sa jeunesse dans un environnement marqué par la pauvreté, sa mère travaillant au conseil d'éducation de la ville et disposant de peu de ressources financières. Edna a terminé ses études en onzième année (équivalent de la première en France), sans obtenir son diplôme d'études secondaires. Durant les dernières années de sa vie, elle se préparait à obtenir un GED, un diplôme équivalent à un diplôme d'études secondaires.

### Mariage et travail au World Trade Center
Edna a rencontré son futur mari, William Cintrón, en 1987 lorsqu'elle était dans la maison de la petite amie de son frère dans l'Upper Manhattan. Contrairement à Edna, William, âgé de deux ans de plus qu'elle, était déjà marié et avait deux enfants. Deux mois après leur rencontre, ils ont emménagé dans un appartement à Brooklyn et, après deux ans ensemble, se sont mariés. Le couple n'a pas eu d'enfants en raison de l'incapacité d'Edna à concevoir, même s'ils ont tous deux  envisagé la possibilité d'adopter, ils ont cependant reporté cette option en raison de problèmes financiers. Résidant dans un quartier du Queens pendant les neuf dernières années de leur mariage, Edna et William avaient l'habitude de faire des croisières, visitant des endroits comme les Bermudes, le Mexique et la Jamaïque. Ils se rendaient également souvent au parc d'État de Bear Mountain et visitaient les casinos d'Atlantic City.
Cintrón, passionnée de collection de peintures et de figures d'anges, a commencé à travailler à la pointe sud de Manhattan quelques années avant les attentats, d'abord au World Financial Center puis au World Trade Center, dans la section de support informatique de la compagnie d'assurance Marsh & McLennan, où elle a travaillé comme administratrice adjointe de facturation au 97e étage de la tour nord.

## Décès
Le 11 septembre 2001, à 8h46, le vol 11 d'American Airlines, un vol intérieur détourné, s'est écrasé sur la tour nord du World Trade Center. L'impact s'est produit entre les 93e et 99e étages, détruisant toutes les voies d'évacuation menant aux étages inférieurs, tout en piégeant et tuant tous les occupants au-dessus du 91e étage. Il était initialement pensé que toutes les personnes se trouvant à ces étages étaient mortes à cause de la collision. Plusieurs vidéos et photographies du trou laissé par l'avion montrent une femme en vie à l'intérieur de cette brèche, généralement identifiée comme Edna Cintrón, faisant signe de la main au personnes au sol en contrebas,. La victime apparaît au milieu des débris et s'appuie sur l'une des ruines de la structure tout en agitant sa main et son bras droit.
Le nom de Cintrón figure sur la fontaine du mémorial national du 11 septembre et du musée qui représente la tour nord, et figure également sur le mémorial Marsh et McLennan du 11 septembre.